# Stabiliteitsverband

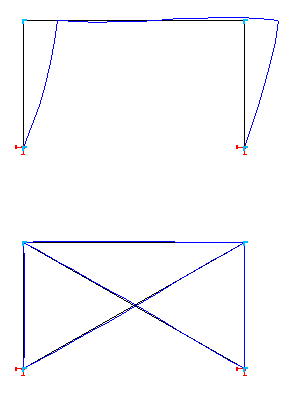
Vervormde portaalconstructie door horizontale belasting, zonder en met stabiliteitsverband

Een stabiliteitsverband is een deel van een constructie dat de afdracht verzorgt van horizontale belastingen op een gebouw naar de fundering. Meestal gaat het hier om windbelastingen. Een andere naam voor stabiliteitsverband is dan ook wel windverband. Een stabiliteitsverband bestaat uit diagonale trek- of drukstangen in een rechthoekig raster van kolommen en balken.
Horizontale belastingen op een verticale constructie zorgen voor grote buigende momenten in deze constructie. Door schoren (diagonale elementen) toe te voegen zal de constructie aanmerkelijk stijver worden. Deze schoren zullen dan op een trek- of drukkracht worden berekend. Bij stalen profielen is het vaak beter de schoren op trek te berekenen, omdat de relatief slanke profielen gevoelig zijn voor knik. Bij houten profielen zal meestal op drukkrachten worden gerekend.
Omdat een schoor dus steeds in de ene richting effectiever is dan in de andere, dient er altijd een dubbele schoor te worden toegepast.
Door het toepassen van een nastelbaar windverband kan men de "speling" uit het windverband draaien. Daarnaast is het windverband door middel van een standaard bout/moer verbinding snel te monteren. Door het toepassen van hoogwaardige materiaalsoorten kan er met een kleine diameter toch grote trekkracht opgenomen worden.